# Hoje (álbum)
Hoje (en español: Hoy) es el undécimo álbum de estudio de la banda de rock brasileña Os Paralamas do Sucesso.

## Historia
Las canciones fueron compuestas después del accidente del vocalista Herbert Vianna. En una encuesta realizada por el sitio web oficial de la banda, la canción fue elegido Deus lhe Pague de Chico Buarque. El álbum vendió unas de 100.000 copias. El primer corte de difusión fue Na pista. 

## Lista de canciones
Todas las canciones escritas y compuestas por Herbert Vianna excepto las que indiquen. 
| N.º | Título                              | Escritor(es)            | Duración |  |
| 1.  | «2A»                                | Herbert Vianna          | 03:58    |  |
| 2.  | «Pétalas»                           | Nando Reis              | 02:50    |  |
| 3.  | «Na Pista»                          | Herbert Vianna          | 03:31    |  |
| 4.  | «Soledad Cidadão (Me Llaman Calle)» | Manu Chao               | 02:15    |  |
| 5.  | «Passo Lento»                       | Herbert Vianna          | 02:51    |  |
| 6.  | «De Perto»                          | Herbert Vianna          | 03:11    |  |
| 7.  | «Ao Acaso»                          | Herbert Vianna          | 03:52    |  |
| 8.  | «Hoje»                              | Herbert Vianna          | 03:17    |  |
| 9.  | «Fora de Lugar»                     | Leoni                   | 02:53    |  |
| 10. | «220 Desencapado»                   | Herbert Vianna          | 02:32    |  |
| 11. | «Ponto de Vista»                    | Suarez/Chwojres/Artochi | 03:02    |  |
| 12. | «Deus Lhe Page»                     | Chico Buarque           | 04:20    |  |
| 13. | «Ao Acaso Dub»                      | Herbert Vianna          | 04:26    |  |

- Datos: Q13516698